# بانکسیا فریزر
بانکسیای فریزر (نام علمی: Banksia fraseri) نام یک گونه از سرده بانکسیا است.